# Seznam zvonů katedrály svatého Víta, Václava a Vojtěcha

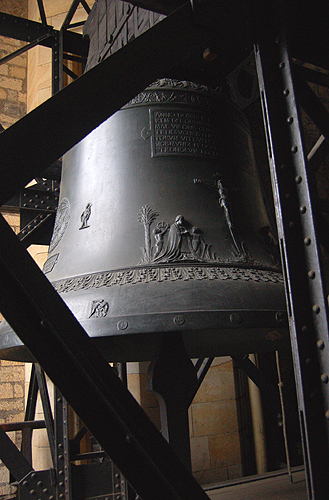
Největší český zvon, Zikmund z roku 1549

Toto je seznam zvonů katedrály svatého Víta.
Sedm zvonů je umístěno na jižní, původní gotické věži. Zvon Zikmund z roku 1549 je největším českým zvonem.
Zvonění na svatovítské zvony obstarává spolek dobrovolných zvoníků Pražští zvoníci svatovítští - Campanarii Sancti Viti Pragenses pod vedením Tomáše Stařeckého. Na jižní věži katedrály je zavěšeno sedm zvonů ve dvou patrech:
- Zvon Zikmund, který na příkaz Ferdinanda I. ulil roku 1549 Tomáš Jaroš z Brna jako náhradu za starší zvon téhož jména z roku 1477. Vahou asi 13,5 tuny a průměrem 2,56 m je to největší český zvon.
- Zvon Václav z roku 1542 od zvonařů Ondřeje a Matyáše Pražského.
- Zvon Jan Křtitel z roku 1546 od zvonaře Stanislava.
- Zvon Josef z roku 1602 od Martina Hilgera.

a tři nové zvony z dílny Dytrychových z Brodku u Přerova, odlité roku 2012, nahrazující starší zvony stejných jmen a doplňující zvonový soubor:
- Zvon Dominik, jehož jméno (respektující tuto historickou chybu u jeho předchůdce) je zkomoleno z Dominikál - tedy zvonu, svolávajícího věřící k nedělní mši (neděle – den Páně = Dominica - Dominus = Pán.
- Zvon Maria, (Marie).
- Zvon Ježíš, nejmenší ze zvonů.

Všechny hradní zvony i hodinové cymbály a další vybavení bylo zničeno požárem roku 1541, například: 
- Zvon Patron z roku 1509 od mistra Bartoloměje.
- Zvon Ludvík, přenesený do svatovítské katedrály z kostela sv. Barbory v Kutné Hoře na žádost krále Vladislava Jagellonského.

Několik dalších zvonů bylo zrekvírováno za obou světových válek:
- Zvon Marie z roku 1542 od Ondřeje Pražského, přelitý roku 1890 dílnou Diepoldů.
- Zvon Dominik z roku 1556 od Tomáše Jaroše z Brna, přelitý v roce 1891 dílnou Diepoldů.
- Zvon Ježíš z roku 1761 od Františka Antonína Franka, přelitý v roce 1844 Karlem Bellmannem.
- Zvon Umíráček (též Rekvial) z roku 1546 od zvonaře Stanislava.

Všechny zvony jsou poháněny ručně a s výjimkou zvonu Zikmund zvoní pravidelně každou neděli.